# Charles Dejongh
Charles Dejongh, né à Schaerbeek le 9 octobre 1854 et mort à Saint-Gilles le 7 novembre 1932 est un avocat belge, un des fondateurs de l'Université nouvelle de Bruxelles.

## Biographie
Avocat puis bâtonnier de l'ordre des avocats à la Cour d'Appel de Bruxelles, il exerce au barreau de 1877 à 1927.
Il fonde l'Université nouvelle de Bruxelles en octobre 1894 et en est nommé administrateur-secrétaire avec Paul Janson, Edmond Picard, Guillaume De Greef, Élie Lambotte, Émile Vandervelde, Jacques Des Cressonnières et Élisée Reclus où il enseigne.
En 1900, il crée avec Charles Morice L'Action humaine où il milite contre la peine de mort.

## Publications
- 1880 : avec Alfred Moreau[5], Commentaire du code pénal militaire
- 1915 : L'Allemagne et les Conventions de La Haye
- 1917 : Le droit et la guerre